# Cầu Ông Lãnh (phường)
Cầu Ông Lãnh là một phường thuộc Thành phố Hồ Chí Minh, Việt Nam.

## Địa lý
Phường Cầu Ông Lãnh nằm ở phía nam Quận 1 (cũ), giáp với phường Bến Thành, phường Bàn Cờ, phường Khánh Hội, phường Vĩnh Hội và phường Chợ Quán.
Theo số liệu thống kê do Bộ Nội vụ ban hành tại Công văn số 2896/BNV-CQĐP ngày 27 tháng 5 năm 2025, Phường có diện tích 1,6 km², dân số năm 2024 là 78.734 người, mật độ dân số đạt 49.209 người/km².

## Lịch sử
Dưới thời Việt Nam Cộng hòa, Cầu Ông Lãnh là một phường thuộc quận 2 (quận Nhì), thành phố Sài Gòn.
Năm 1962, một phần diện tích và dân số của phường Cầu Ông Lãnh được tách ra để lập phường Bùi Viện.
Năm 1976, quận 2 được sáp nhập vào quận 1, phường Cầu Ông Lãnh giải thể và chia thành 4 phường là Phường 18, Phường 19, Phường 20 và Phường 21 thuộc Quận 1.
Ngày 28 tháng 12 năm 1988, Hội đồng Bộ trưởng ban hành Quyết định 184-HĐBT. Theo đó, đổi tên Phường 20 thành phường Cầu Ông Lãnh.
Ngày 16 tháng 6 năm 2025, Ủy ban Thường vụ Quốc hội ban hành Nghị quyết số 1685/NQ-UBTVQH15. Theo đó, phường Cầu Ông Lãnh (mới) được thành lập trên cơ sở toàn bộ diện tích tự nhiên, quy mô dân số của phường Nguyễn Cư Trinh, phường Cầu Kho, phường Cô Giang và phần còn lại của phường Cầu Ông Lãnh (sau khi đã sắp xếp vào phường Bến Thành).